# Leptosciarella pilosa
Leptosciarella pilosa är en tvåvingeart som först beskrevs av Rasmus Carl Staeger 1840.  Leptosciarella pilosa ingår i släktet Leptosciarella och familjen sorgmyggor.
Artens utbredningsområde är Danmark. Arten är reproducerande i Sverige. Inga underarter finns listade i Catalogue of Life.